# Microsoft Defender
Microsoft Defender（Windows 10创意者更新后名为Windows Defender Antivirus，2020年5月更新前称Windows Defender），最初稱為Microsoft AntiSpyware，是用来移除、隔离和预防间谍软件的程序，可以运行在Windows XP以及更高版本的操作系统上，並已經內置在Windows Vista以及以後的版本中。Windows Defender的定义库更新很频繁。在Windows 8及之后的系统中取代Microsoft Security Essentials，成为一款全面反病毒软件。
Windows Defender不像某些其他同类免费产品一样只能扫描系统，还可以对系统进行实时监控，移除已經安装的ActiveX插件，清除大多数微软的程序和其他常用程序的历史纪录。
2019年初，Windows Defender開始支援macOS平台，并将其更名为 Microsoft Defender。未来，Windows 平台的 Windows Defender 也将会改名为 Microsoft Defender。微软计划到2020年初 Windows 10 20H1 发布时对其进行改名，这可能会让熟悉Microsoft的用户更可能在 macOS 或 Linux 或 Android 上安装 Defender。
2020年6月，微软发布了Android手机客户端版本，内有上网保护和病毒查杀功能。
2022年1月，微软针对中国用户公测微软电脑管家1.0，其中就使用了Microsoft Defender病毒库。目前微软电脑管家的最新版本为3.8。
2024年6月，微软为中国地区的Windows 11用户推送补丁KB5039212，强制安装微软电脑管家。（注：软件不是在KB5039212重启时一同安装的，而是在更新安装重启完成后，再由Microsoft Store进行部署。）

## 功能
- Windows Defender提供的掃描类型分为三種，分别是完全掃描、快速掃描、自定義掃描。
- 在「工具」（Tools）頁面，用户可以透過「選項」（options）對Windows Defender的「即時防護」（Real-time Protection）、「自動掃描計畫」（Automatic scanning）進行設置修改，或进行進階的設定。用户可以在工具（Tools）頁面中决定加入Microsoft SpyNet社群，以及對已經隔離程式的處理操作。用戶可以透過點擊「檢查更新」（Check for updates）或是使用microsoft Update對Windows Defender進行升級。
- 在Windows 7以及以後的版本中，Windows Defender會配合行動作業中心Windows 8以後重要訊息中心防範惡意軟體以維護Windows穩定安全執行。
- Windows 10的版本中，Windows Defender會自訂一個時間自動更新（通常1天至少更新1次）（Build 10240的Windows Update可以看到是否有安裝，此功能在後面的Build被移除）。從Windows 10 1709起，更名Windows Defender Security Center，雖然有提供更多保護選項，但不再是一般視窗，而是一個應用程式視窗。现在是“Windows安全中心”。
- 在Windows 10 version 1703之後，Windows Defender可運行在沙盒環境中[7]。
- Windows Defender Offline（以前稱為獨立系統掃描器）是一個獨立的反惡意軟體程式，從可啟動的可移動媒體（例如CD或USB快閃記憶體驅動器）運行，旨在在Windows操作系統離線時掃描受感染的系統。自2016年Windows10周年更新以來，可以從Windows本身內部啟動啟動到Windows Defender Offline的選項，從而消除了對單獨啟動盤的需求。[來源請求]
- Windows Defender在Windows Vista中具有其他功能，但在Windows的後續版本中被刪除。[來源請求]

## 歷史

### 已緩解的安全漏洞
2017年5月5日，來自Google的漏洞研究員Tavis Ormandy在Microsoft AntimalwareEngine（MsMpEngine）的JavaScript分析模組（NScript）中發現了一個安全漏洞，該漏洞影響了Windows Defender，Microsoft Security Essentials和System Center Endpoint Protection。到2017年5月8日，微軟已經為所有受影響的系統發佈了一個補丁。Ars Technica讚揚了微軟前所未有的修補速度，並表示這場災難已經避免。

## 评分
注：所有分数的满分为6分。
| 时间       | 防护性 | 性能 | 可用性 |
| ---------- | ------ | ---- | ------ |
| 2025年4月  | 6      | 6    | 6      |
| 2025年2月  | 6      | 6    | 6      |
| 2024年12月 | 6      | 6    | 6      |
| 2024年10月 | 6      | 6    | 6      |
| 2024年8月  | 5.5    | 6    | 6      |
| 2024年6月  | 5.5    | 6    | 6      |
| 2024年4月  | 6      | 6    | 6      |
| 2024年2月  | 6      | 6    | 6      |
| 2023年12月 | 6      | 6    | 6      |
| 2023年10月 | 6      | 5.5  | 6      |
| 2023年8月  | 5.5    | 6    | 6      |
| 2023年6月  | 6      | 6    | 6      |
| 2023年4月  | 6      | 6    | 5.5    |
| 2023年2月  | 6      | 5    | 6      |
| 2022年12月 | 6      | 5    | 6      |
| 2022年10月 | 6      | 5    | 6      |
| 2022年8月  | 5.5    | 4.5  | 6      |
| 2022年6月  | 6      | 6    | 6      |
| 2021年12月 | 6      | 6    | 6      |
| 2021年2月  | 6      | 6    | 6      |
| 2020年12月 | 6      | 6    | 6      |
| 2020年2月  | 5.5    | 6    | 6      |
| 2019年10月 | 6      | 5.5  | 6      |
| 2018年12月 | 6      | 5.5  | 5.5    |
| 2017年12月 | 6      | 5.5  | 4      |
| 2016年12月 | 4.5    | 4.5  | 6      |
| 2015年12月 | 4.5    | 5    | 6      |
| 2014年12月 | 0      | 5    | 6      |
| 2013年12月 | 0      | 5    | 6      |
| 2013年2月  | 2      | 3.5  | 6      |